# Charlie Kelman
Charlie Robert Martin Lee-Kelman (Basildon, Essex, Inglaterra, 2 de noviembre de 2001) es un futbolista británico, nacionalizado estadounidense, que juega como delantero en el Charlton Athletic F. C. de la EFL Championship.

## Trayectoria
Kelman marcó 61 goles en las categorías inferiores del Southend United en la temporada 2017-18. Debutó como profesional con el Southend en un partido de la League One contra el Plymouth Argyle el 12 de enero de 2019. También marcó su primer gol profesional en ese partido, encontrando la red desde dentro de su propio campo en el segundo minuto del tiempo de descuento al final a pesar de que el Southend United perdió 3-2. Kelman jugó 10 partidos y marcó un gol en su primera temporada completa como profesional con el Southend. En su segunda temporada jugando para el primer equipo del Southend, Kelman participó en 18 partidos y fue el máximo goleador del Southend en la League One con cinco goles. En su última temporada con el Southend, Kelman disputó dos partidos en la EFL League Two antes de fichar por el Queens Park Rangers antes de que finalizara el periodo de traspasos de verano.

### Queens Park Rangers
El 14 de octubre de 2020, Kelman se unió al Queens Park Rangers en un acuerdo de tres años por una cantidad no revelada.
Kelman jugó 26 partidos con el primer equipo del Rangers, principalmente desde el banquillo, y no marcó ningún gol durante su estancia en Loftus Road.
Al regresar de su exitosa segunda cesión al Leyton Orient, Kelman comunicó al director ejecutivo del QPR, Christian Nourry, que no quería prolongar su contrato con el club, por lo que éste decidió escuchar ofertas por él.

#### Gillingham (cedido)
El 31 de agosto de 2021, Kelman se incorporó al Gillingham en calidad de cedido por una temporada. Sin embargo, regresó a su club de origen en noviembre debido a las frustraciones por la falta de tiempo de juego. El 14 de enero de 2022, tras la marcha del anterior entrenador, Steve Evans, Kelman regresó al Gillingham para el resto de la temporada.

#### Leyton Orient (cedido)
El 25 de julio de 2022, Kelman fichó por el Leyton Orient, de la League Two, en calidad de cedido por una temporada.

#### Wigan Athletic (cedido)
El 31 de enero de 2024, Kelman firmó una ampliación de contrato con el Queens Park Rangers, y posteriormente se unió al club de la League One, el Wigan Athletic en calidad de cedido por el resto de la temporada.

#### Leyton Orient (cedido)
El 29 de junio de 2024, Kelman fichó por el Leyton Orient, de la League One, en calidad de cedido por una temporada.
Tras ayudar al club a alcanzar los play-offs y ganar la Bota de Oro de la League One con veintiún goles, Kelman fue nombrado Jugador del Mes de la EFL League One en abril de 2025.

### Charlton Athletic
El 27 de julio de 2025, el Charlton Athletic hizo una oferta que el Queens Park Rangers aceptó, por lo que Kelman firmó un contrato de cuatro años con los Addicks.

## Selección nacional
Kelman es elegible para representar a Inglaterra y Estados Unidos. Pasó gran parte de su juventud en Dallas (Texas), incluida su etapa en la estructura del FC Dallas, antes de regresar a Inglaterra. Ha representado a Estados Unidos en las categorías sub-18 y sub-20.

## Vida personal
Kelman asistió a la escuela The Bromfords School de Wickford junto a su excompañero de equipo en el Southend, Matt Rush.

## Clubes
| Club                      | País       | Año           |
| ------------------------- | ---------- | ------------- |
| Southend United F. C.     | Inglaterra | 2018-2020     |
| Queens Park Rangers F. C. | Inglaterra | 2020-2025     |
| Gillingham F. C.          | Inglaterra | 2021          |
| Gillingham F. C.          | Inglaterra | 2022          |
| Leyton Orient F. C.       | Inglaterra | 2022-2023     |
| Wigan Athletic F. C.      | Inglaterra | 2024          |
| Leyton Orient F. C.       | Inglaterra | 2024-2025     |
| Charlton Athletic F. C.   | Inglaterra | 2025-presente |

## Palmarés

### Títulos nacionales
| Título         | Club                | País       | Año     |
| -------------- | ------------------- | ---------- | ------- |
| EFL League Two | Leyton Orient F. C. | Inglaterra | 2022-23 |